# San Luca a Via Prenestina (titre cardinalice)
Le titre cardinalice de San Luca a Via Prenestina est institué le 29 avril 1969 par le pape Paul VI.
Le titre cardinalice est attribué à un cardinal-prêtre et rattaché à l'église San Luca Evangelista (it) dans le quartier Prenestino-Labicano dans le nord-est de Rome.

## Titulaires
- Antonio Poma (1969-1985)
- Vacant
- José Freire Falcão (1988-2021)
- Vacant
- Luis José Rueda Aparicio (depuis 2023)

## Sources
- (it) Cet article est partiellement ou en totalité issu de l’article de Wikipédia en italien intitulé « San Luca a Via Prenestina (titolo cardinalizio) » (voir la liste des auteurs).